# 西川甚五郎 (12代)
12代 西川 甚五郎（にしかわ じんごろう、1870年7月11日（明治3年6月13日）- 1942年（昭和17年）11月17日）は、明治から昭和時代戦前の実業家、政治家。貴族院多額納税者議員。滋賀県蒲生郡八幡町長。西川甚五郎家山形屋12代、諱・嘉重。

## 経歴
滋賀県蒲生郡八幡町大杉町（現・近江八幡市大杉町）で、西川重威の長男として生まれた。1898年（明治31年）家督を相続した。大阪商業学校を卒業し、その後、東京の欧文正鵠学館（サンマー英学校）で学んだ。漢学は中村栗園、山本太造に師事した。
1902年（明治35年）以降、八幡町長、同町会議員、滋賀県会議員、大日本蚕糸会滋賀支会副会頭、同評議員などを歴任した。
1911年（明治44年）滋賀県多額納税者として貴族院議員に互選され、同年9月29日から1925年（大正14年）9月28日まで2期務めた。
実業界では、滋賀県農工銀行取締役、近江水電相談役、八幡製糸社長、八幡銀行頭取、近江帆布取締役、滋賀合同貯蓄取締役、奈良染布取締役、日本ビロード監査役、滋賀銀行取締役などを務めた。